# David Barmasai
David Barmasai Tumo (1 januari 1989) is een Keniaanse langeafstandsloper, die gespecialiseerd is in de marathon.

## Loopbaan
In 2009 won Barmasai de marathon van Eldoret op een hoogte van 2100 meter in 2:16.00. Hierna tekende hij een contract bij atletenmakelaar Jos Hermens.
In 2010 had hij grotendeels te kampen met blessures. Eind dat jaar won hij zijn tweede marathon, de marathon van Nairobi. Deze wedstrijd, die op grote hoogte wordt gelopen, legde hij af in een snelle tijd van 2:10.31.
In 2011 beleefde David Barmasai zijn internationale doorbraak door de marathon van Dubai te winnen. Hij verbeterde hierbij tevens zijn persoonlijk record tot 2:07.18 en streek $ 250.000 aan prijzengeld op. Dit was zijn eerste wedstrijd buiten Kenia. Later dat jaar werd hij vijfde bij de wereldkampioenschappen in Daegu op de marathon.
Barmasai is getrouwd en is vader van een kind.

## Persoonlijke records
| Onderdeel      | Prestatie | Datum           | Plaats |
| -------------- | --------- | --------------- | ------ |
| halve marathon | 1:02.46   | 21 januari 2011 | Dubai  |
| marathon       | 2:07.18   | 21 januari 2011 | Dubai  |

## Palmares

### 10 km
- 2011: 4e Stadsloop Appingedam - 28.52,8

### 15 km
- 2011: 9e Zevenheuvelenloop - 45.14

### marathon
- 2009:  marathon van Eldoret - 2:16.00
- 2010:  marathon van Nairobi - 2:10.31
- 2010:  marathon van Eldoret - 2:16.00
- 2011:  marathon van Dubai - 2:07.18
- 2011: 5e WK in Daegu - 2:11.39
- 2012: 8e Boston Marathon - 2:17.16
- 2012: 16e marathon van Amsterdam - 2:15.32
- 2013: 12e marathon van Xiamen - 2:19.06
- 2014: 10e marathon van Hongkong - 2:16.55
- 2014:  marathon van Mossel Bay - 2:14.52